# Percy Snow
Percy Lee Snow (Canton, 5 novembre 1967) è un ex giocatore di football americano statunitense che ha militato nel ruolo di linebacker nella National Football League (NFL). Al college giocò a football a Michigan State.

## Carriera
Snow fu scelto come 13º assoluto del Draft 1991 dai Kansas City Chiefs. Ebbe una stagione da rookie di successo e si prevedeva sarebbe stato uno dei maggiori contributori della difesa di Marty Schottenheimer coi Chiefs. Tuttavia, fu coinvolto in un incidente mentre guidava una scooter durante il training camp del 1991, il cui infortunio al ginocchio che ne risultò gli fece perdere tutta la stagione successiva e da cui non si riprese mai completamente.

## Palmarès
- PFWA All-Rookie Team - 1990
- Butkus Award - 1989
- Lombardi Award - 1989
- College Football Hall of Fame (classe del 2013)

## Statistiche
| Partite | 40  |
| Sack    | 2,0 |